# Condado de Owyhee
O Condado de Owyhee é um dos 44 condados do Estado americano do Idaho. A sede do condado é Murphy, e a sua maior cidade é Homedale. O condado tem uma área de 19 934 km² (dos quais 48 km² estão cobertos por água), uma população de 10 644 habitantes, e uma densidade populacional de 0,5 hab/km² (segundo o censo nacional de 2000). O condado foi fundado em 1863 e o seu nome provém de uma tribo do Arquipélago do Havaí cujos membros migraram para a zona e se dedicaram ao comércio de peles.
É em área o segundo maior condado do estado do Idaho.